# Зенон-Леонард Фіш
Зенон-Леонард Фіш (пол. Zenon Fisz; 1820—1870) — польський письменник, публіцист, перекладач та енциклопедист.
Народився в селі Ключки в Білорусі поблизу Бєлиничів (Могилівська губернія) в родині збіднілого дворянина, орендаря з Галичини. У дитинстві батьки переїхали на схід. Спочатку в Україну, до Кочерова під Радомишлем, а потім до села Пруси біля Сміли.
Відвідував початкові школи в Забілоччі, Кам'янці та Златополі, а потім кілька місяців у будинку Яна Мацевича, маршалка Черкаського району. Після навчання він кілька років працював у його кабінеті писарем.
- У 1843 році на кілька років виїхав до Петербурга як представник знаті Прикордонних земель, які хотіли підтвердити своє походження. Брав участь у суперечках по місцевій геральдиці.
- У 1847 — назавжди повернувся з Петербурга в село Пруси на Україні, де успадкував частину маєтку Кам'яний Брід біля Радомишля від заможного дядька. Він став поміщиком, здобувши матеріальну незалежність.
- Навесні 1850 року разом з письменником Антонієм Марцинківським та істориком та географом Й. Котковським він вирушив у подорож до Одеси та Криму.
- У 1857—1858 роках подорожував до Франції, Англії, Італії та Туреччини, звідки писав листи, опубліковані в польській пресі.

Був поліглотом, вільно знав польську, російську та українську мови. У пресі він розпочав соціально-політичну та історичну полеміку, виступаючи як проти представників офіційної царської історичної школи (Микола Іванишев, Михайло Юзефович), так і проти зароджуваних тенденцій українських націоналістів (Микола Костомаров).
Публікував оповідання, вірші, подорожні листи та критичні літературні замальовки. Пізніше багато з них були видані у вигляді книг:
- «Конашевич у Білгороді» (1845),
- «Оповідання і пейзажі: начерки мандрівок Україною», т. 1, вип. 2 (Вільно, 1856)
- «Тарасова ніч» (1901).

Він також був енциклопедистом, писав статті до 28-томної Енциклопедії Оргельбранда з 1859—1868. Його ім'я згадується в першому томі 1859 р. у списку авторів змісту цієї енциклопедії.